# Suaasat

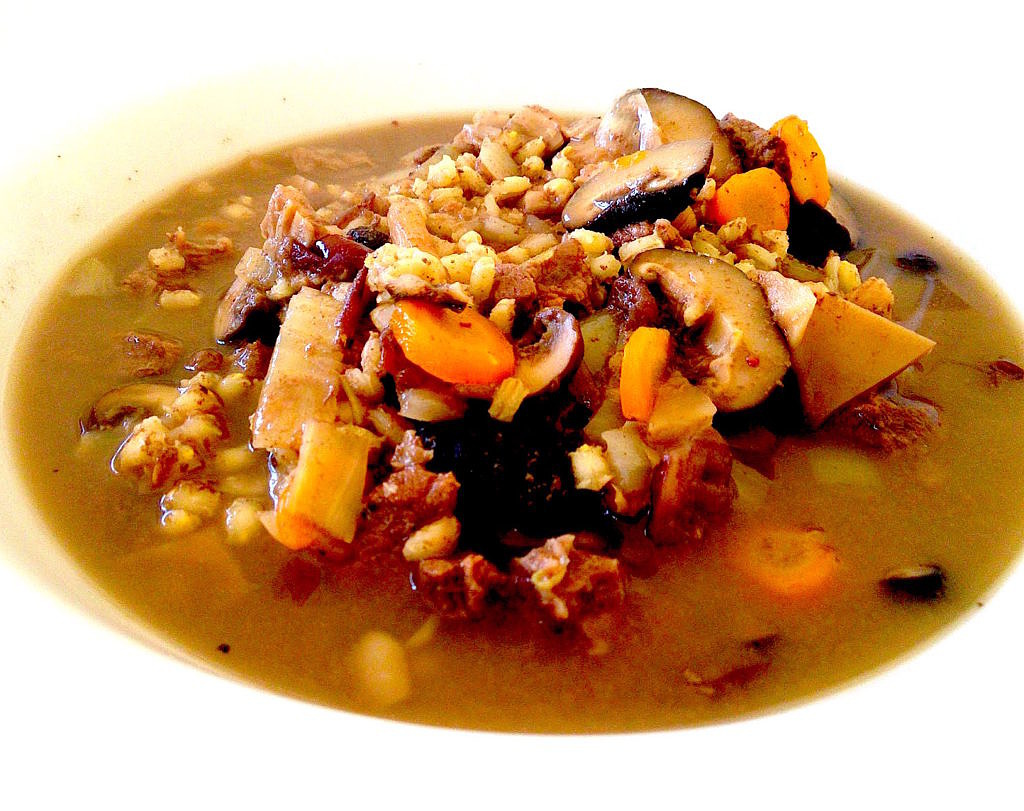
Suaasat

Suaasat [suˈaːsat] ist das grönländische Nationalgericht.
Suaasat ist eine fleisch- und bzw. oder fischhaltige Suppe, die keinem festen Rezept folgt. Üblicherweise werden Robbenfleisch, Walfleisch, Moschusochsenfleisch, Rentierfleisch, Vogelfleisch oder Fisch genutzt, es können jedoch auch andere verfügbare Fleischsorten verwendet werden. Die Suppe wird meist mit Gerstengrütze bzw. Graupen oder Reis angedickt und enthält Kartoffeln und Zwiebeln, häufig aber auch andere Gemüsesorten. Sie wird üblicherweise nur mit Salz, Pfeffer und Lorbeer gewürzt.
Das Wort suaasat basiert auf dem Stamm suaat „Rogen“ (Pluraletantum von *suak) und bedeutet wörtlich „die, die Rogen gleichen“, womit die Graupen gemeint sind.